# Правила технической эксплуатации железных дорог
Правила технической эксплуатации железных дорог (ПТЭ) устанавливают основные положения и порядок работы железных дорог и работников железнодорожного транспорта, основные размеры, нормы содержания важнейших сооружений, устройств и подвижного состава и классные требования, предъявляемые к ним, систему организации движения поездов и принципы сигнализации. Правила технической эксплуатации обязательны для всех подразделений и работников железнодорожного транспорта, так как их выполнение позволяет обеспечить слаженность всех звеньев железнодорожного транспорта, четкую и бесперебойную работу железных дорог и безопасность движения.
Правила технической эксплуатации — единый закон для железных дорог.

## ПТЭ железных дорог России

### История
Впервые Правила технической эксплуатации железных дорог, открытых для общего пользования, были введены постановлением министра путей сообщения России генерал-адъютанта К.Н. Посьета № 5900 от 27 июня 1883 г. В дальнейшем они пересматривались и утверждались вновь в феврале 1889 и июне 1891 г. 19 марта 1898 г. постановлением министра путей сообщения России № 5343 была принята новая редакция ПТЭ. При этом было подчеркнуто следующее: «Утвердив «Правила … », предлагаю:
На основании статьи 166 Общего Устава Российских железных дорог и пункта 20 приложения к статье 180 того же Устава всем казенным и частным паровозным железным дорогам общего пользования принять таковые Правила к руководству и исполнению через шесть месяцев со дня опубликования взамен соответствующих Правил 1883 и 1891 годов».
В постановлении министра было также сказано, что эти Правила вводятся взамен соответствующих положений. При этом уточнено, что «Положение о сигналах», введенное постановлением министра путей сообщения № 42 от 31 января 1873 г., остается в силе (это Положение стало основой Инструкции по сигнализации на железных дорогах).